# Негармонічні обертони

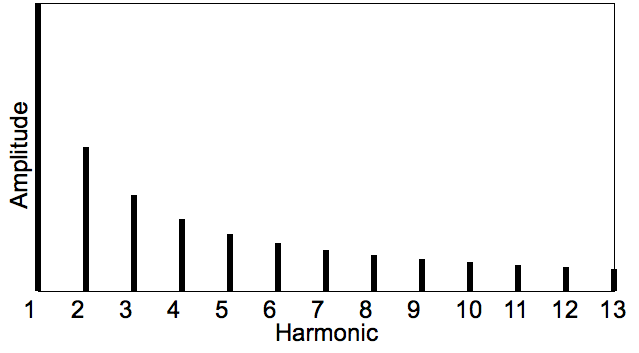
Гармонічний спектр.

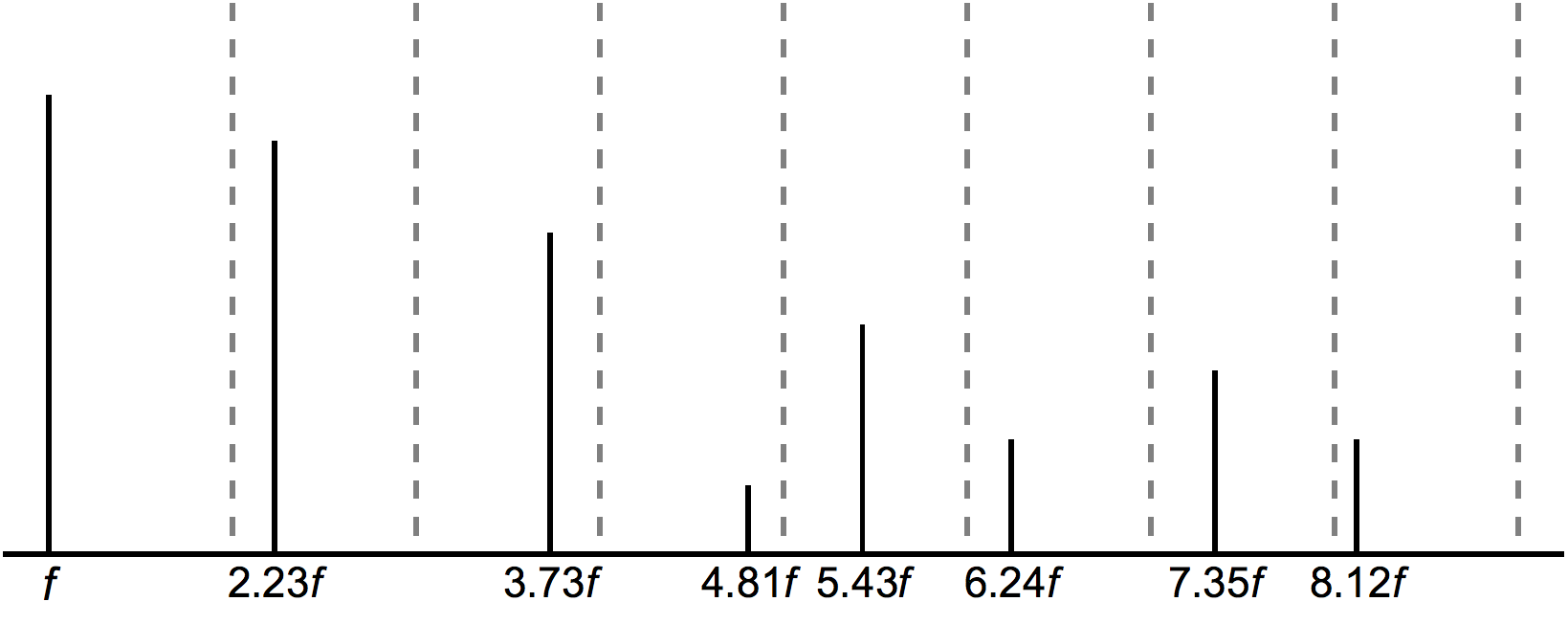
Негармонічний спектр дзвона (штрихові сірі лінії вказують на гармоніку).

Ударні пластини, наприклад на ксилофоні, підвішують на довжину ≈2 / 9 і ≈7 / 9 і б'ють на 1/2 довжини, щоб зменшити негармонічність.

У музиці негармонічність — це ступінь відхилення частот обертонів (також відомих як часткові або часткові тони) від цілих кратних основної частоти (гармонічний ряд).
З точки зору акустики нота, яка сприймається як окрема звуковисотність, насправді містить безліч додаткових обертонів. Звук багатьох ударних інструментів, таких як цимбали, там-там і оркстрові дзвони, негармонічними обертонами.
Звук струнних інструментів, таких як фортепіано, скрипка та гітара, або в деяких індійських барабанах, таких як табла, володіють обертонами, частота яких наближена або в точності дорівнює кратним основній частоті. Будь-який відхід від цього ідеального гармонічного ряду називається негармонічністю. Чим менш еластичні струни (тобто чим вони коротші, товщі, менший натяг або жорсткіші), тим більшу негармонічність вони виявляють.
Музична гармонія та інтонація сильно залежать від гармонічності тонів. Ідеальна однорідна нескінченно тонка або нескінченно гнучка струна або стовп повітря під час вібрації утворює гармонічні обертони. Натомість, коливання резонансного тіла реальних музичних інструментів — струна або повітряний стовп — відхиляється від цього ідеалу й характеризується більшим чи меншим ступенем негармонічності.
Під час коливання струни внаслідок ведення по ній смичка або стовпа повітря духового інструменту, що ініціюється вібрацією тростини або губ, виникає явище синхронізації, що протидіє природній негармонічності струни або повітряного стовпа і зумовлює фіксацію обертонів на частотах у точності кратних частоті основного тону, навіть якщо вони дещо відрізняються від природних резонансних точок інструмента. Завдяки цьому явищу звуки, що видобуваються на струнно-смичкових, мідних та тростинних духових, не обов'язково характеризуються негармонічністю.
Однак, при защипуванні струни (як у випадку гітари або піцикато на струнно-смичкових) або ударі по струні (як у випадку фортепіано) струна виявлятиме негармонічність. Негармонічність струни залежить від її фізичних характеристик, таких як натяжіння, жорсткість і довжина. Наприклад, жорстка струна під низьким натяжінням (як у басових нотах невеликих піаніно), виявляє високий ступінь негармонічності, тоді як тонша струна під більшим натяжінням (наприклад, високі струни на піаніно) або гнучкіша струна (кишкова або капронова струна, яка використовується на гітарі чи арфі) характеризуватиметься меншою негармонічністю. Намотана струна, як правило, виявляє меншу негармонічність, ніж еквівалентна суцільна струна, і з цієї причини намотувальні струни часто є кращими.

## Фортепіано

### Якість звуку з негармонічним спектром
Вперше негармонічні спектри фортепіанних звуків виміряли у 1943 році Шук і Янг. Вони виявили, що спектральні складові у фортепіанних тонах поступово розтягуються — тобто нижчі обертони завищуються менше, а вищі — дедалі більше.
Негармонічність не обов'язково є неприємною. У 1962 році дослідження Харві Флетчера та його співробітників показали, що спектральна негармонічність важлива для того, щоб тони звучали подібно до фортепіано. Вони припустили, що негармонічність надає якість «тепла», притаманну справжнім фортепіанним звукам. Згідно з їхніми дослідженнями, синтезовані фортепіанні тони звучать природніше, якщо характеризуються негармонічністю. Взагалі, електронні інструменти, що імітують звучання акустичних, повинні імітувати також і негармонічність, а також і результуючу розтягнуту настройку оригінальних інструментів.

### Негармонічність і розтягнена настройка
Коли фортепіано настроюють за допомогою фортепіанних тюнерів, настройщик прислухається до звуку «биття», під час відтворення двох нот одночасно, і настроює на висоту, що характеризується мінімальною шорсткістю між тонами. Фортепіанні тюнери повинні враховувати негармонічність фортепіанних струн, яка притаманна в різній кількості усім діапазонам інструмента, особливо в низькому і високому регістрах. У результаті октави настроюють дещо ширше, ніж гармонічне співвідношення тонів 2:1. Точна кількість октав, розтягнутих під час настроювання фортепіано, варіюється в залежності від інструмента і в залежності від регістру в межах одного інструмента — залежно від негармонічності струн.
Через проблему негармонічності електронні пристрої для настройки фортепіано, що використовуються настройщиками, не призначені для настройки відповідно до гармонічного ряду. Навпаки, пристрої налаштовують на настройку інструмента розтягненими октавами, відповідно до слухової практики настройщиків. Найбільш досконалі прилади дозволяють настройщику проводити власні вимірювання негармонічності — одночасно враховуючи всі обертони та їхню інтенсивність, щоб визначити найпридатніше розтягнення для даного інструмента. Деякі з них надають можливість просто записати настройку, яку настройщик виконав на слух; тоді настройщик легше і швидше зможе настроїти цей інструмент повторно (або інший інструмент аналогічної моделі).
Питання пріоритетності настройки на слух чи за допомогою спеціальних пристроїв є спірним; пристрої краще вказують абсолютне розміщення півтонів у межах заданої хроматичної шкали, тоді як при настроюванні на слух відповідні інтервали намагаються зробити звучнішими. В результаті на фортепіано, настроєних на слух і відразу перевірених на пристрої, як правило, інтервал півтону відрізняється від теоретичного чистого через людські помилки та сприйняття. Це пояснюється тим, що властивості струн можуть дещо відрізнятися від ноти до ноти і навіть між сусідніми струнами в унісон. Ця нелінійність відрізняється від справжньої хибності, коли струна відтворює невірні гармоніки і обумовлюється незначними змінами товщини струни, довжини звучної частини або незначних невідповідностей мосту.

## Гітара
Якщо фортепіано зазвичай настроюють навчені настройщики, гітари (акустичні, електрогітари та електричні бас-гітари), зазвичай настроюють самі гітаристи. Під час настройки гітаристу доводиться враховувати як темперацію, так і негармонічність струни. Навіть якщо гітара побудована таким чином, щоб не було «помилок ладу, негармонічність може зробити ненадійним простий підхід до настройки відкритих струн до нот, що відтворюються на п'ятому або четвертому ладах. Негармонічність вимагає пошуку постійних компромісів».
Коли стробоскопи стали доступними в 1970-х роках, а потім недорогі електронні тюнери в 1980-х роках вийшли на масовий ринок, це не означало закінчення проблем з настройкою для гітаристів. Навіть якщо електронний тюнер вказує на те, що гітара «ідеально» настроєна, деякі акорди можуть не звучати в мелодії або через негармонічність струн внаслідок їх зношення чи бруду, або через неправильно розміщений лад, або через неправильно відрегульований міст або інші проблеми. Завдяки ряду факторів у грі, примусити гітару звучати в тоні — це справа компромісу. «Зношені або забруднені струни також є негармонічними і їх складніше настроювати», проблема, яку можна частково вирішити очищенням струн.
Деякі виконавці настроюють інструмент відповідно до тональності твору, який планують виконувати, аби тонічні та домінантні акорди мали чіткий, резонансний звук. Однак, оскільки цей компроміс може призвести до нечистого звучання акордів у творах, написаних в іншій тональності (або якщо у творі застосовується модуляція), деякі виконавці застосовують більш широкий компроміс заради прийнятного звучання усіх акордів.